# Identyfikator
Identyfikator – oznacza niezależną językowo sekwencję znaków umożliwiającą identyfikowanie w sposób jednoznaczny i trwały tego, z czym jest powiązana.
Identyfikator (ID) może być to:
- identyfikator użytkownika lub login
- sygnatura
- identyfikator obszarów geograficznych ISO 3166 (ISO 3166-1, ISO 3166-2)
- identyfikator procesu
- identyfikator w programowaniu